# Доломітне
Доломі́тне — селище Світлодарської міської громади Бахмутського району Донецької області, Україна.

## Історія

### Російське вторгнення в Україну
Під час російського вторгнення в Україну у 2022 році 17 червня селище було окуповано російськими військами.

## Населення

### Мова
Розподіл населення за рідною мовою за даними перепису 2001 року:
| Мова       | Кількість | Відсоток |
| ---------- | --------- | -------- |
| російська  | 68        | 64.15%   |
| українська | 38        | 35.85%   |
| Усього     | 106       | 100%     |

За даними перепису 2001 року населення селища становило 106 осіб, з них 35,85 % зазначили рідною українську мову, а 64,15 % — російську.